# دستغرد (زلاغي الشرقي)
دستغرد (بالفارسية: دستگرد) هي قرية تقع في إيران في قسم زلاغي الشرقي الریفي. يقدر عدد سكانها بـ 253 نسمة .